# Ткалич Марія Олексіївна
Марія Олексіївна Ткалич (Кошкіна) (рос. Мария Алексеевна Ткалич (Кошкина); 1918, Чуваська Майна, Казанська губернія, РРФСР — ?) — радянська снайперка.

## Біографія
Народилася в 1918 році в селі Чуваська Майна в багатодітній чуваській сім'ї. 10 липня 1941 року вступила до лав Червоної Армії.
З 4 травня 1942 року — в 103-му стрілецькому полку. До 25 січня 1943 року знищила 31 ворожого солдата.
15 березня 1943 року вбила 83-го (за іншими джерелами — 85-го) ворога.
Після закінчення війни працювала в амбулаторії Ленінградського м'ясокомбінату.

## Нагороди
- Наказом № 4 / н від 3 лютого 1943 року по 85-ї стрілецької дивізії нагороджена орденом Червоної Зірки.
- 1 червня 1943 року єфрейтор М. А. Кошкіна нагороджена медаллю «За оборону Ленінграда».
- Наказом № 8 / н від 31 січня 1944 року по 85-ї стрілецької дивізії нагороджена орденом Слави 3-го ступеня.